# Capella de Can Carreres
La Capella de Can Carreres és una obra de Bigues i Riells (Vallès Oriental) inclosa a l'Inventari del Patrimoni Arquitectònic de Catalunya.

## Descripció
Església rectangular de nau única i absis poligonal amb tres costats. Quatre trams de volta rebaixada de llunetes. La paret és pedra i l'exterior està arrebossada. La portada és quadrada i a l'arquitrau hi ha una petita motllura amb la data del 1817. A sobre de la portada hi ha un petit ull de bou. L'interior es troba pintat simulant altres materials, i amb alguns plafons pintats, en molt mal estat de conservació.

## Història
Aquesta església substituïda l'antiga església del castell de Montbui, abandonada des de principis del segle xviii. Els terrenys varen ser cedits pels propietaris de Can Carreres i va ser pagada pels barons, propietaris del castell, juntament amb els propietaris de Can Ribes i Can Viver. Ens parla un visitador del 18 de maig de 1887 (A.D.B.V.P. VOL.95, fol.-166).